# Hamad ben Jassem Al Thani
Pour les articles homonymes, voir Al Thani.
 (février 2014).
 (février 2014).
Si vous disposez d'ouvrages ou d'articles de référence ou si vous connaissez des sites web de qualité traitant du thème abordé ici, merci de compléter l'article en donnant les références utiles à sa vérifiabilité et en les liant à la section « Notes et références ».
Le cheikh Hamad ben Jassem ben Jaber Al Thani (arabe : حمد بن جاسم بن جبر آل ثاني), parfois surnommé HBJ, né le 30 août 1959 à Doha, est un membre de la famille princière du Qatar, ministre des Affaires étrangères de 1992 à 2013 et Premier ministre du 3 avril 2007 au 26 juin 2013. 
Sa fortune est estimée à 1,39 milliard de dollars par Forbes. Il possède notamment le yacht de luxe al Mirqab et une propriété voisine de celle de l'ancien émir Hamad ben Khalifa Al Thani dans le domaine de Mouans-Sartoux, près de Cannes. 
Il est père de treize enfants — 6 garçons et 7 filles.
Son fils Jassem ben Hamad Al Thani (hu) est président de la Qatar Islamic Bank (QIB). En février 2023, il présente une offre de rachat du club de football de Manchester United.

## Biographie

### Carrière politique
- 1982-1989 : directeur du Bureau de la ministre des Affaires municipales et de l'Agriculture.
- 1989 : ministre des Affaires municipales et de l'Agriculture.
- 1990 : sous-ministre de l’Électricité et de l'eau pendant deux ans aux côtés de son poste de ministre des Affaires municipales et de l'Agriculture.

En plus de son poste de ministre des Affaires municipales et de l'Agriculture et de vice-ministre de l'Électricité et l'Eau : 
- Président de Kahramaa.
- Président du Conseil municipal central.
- Directeur du Bureau des projets spéciaux Emiri.
- Membre du conseil d'administration de Qatar Petroleum.
- Membre du Conseil suprême pour la planification.

- 1992-2013 : ministre des Affaires étrangères.
- 2003-2007 : Premier vice-Premier ministre et ministre des Affaires étrangères.
- 2007-2013 : Premier ministre et ministre des Affaires étrangères.

Autres postes clés :
- Membre du Conseil suprême de la défense, créé en 1996.
- Chef de la Commission permanente du Qatar pour le soutien d'Al Qods (Jérusalem), formé en 1998.
- Membre du Comité de la Constitution permanente créée en 1999.
- Membre du Conseil suprême pour l'investissement des réserves de l'État, créé en 2000.

Il figure parmi les noms mentionnés dans Panama Papers, ainsi que dans les Paradise Papers.